# Giovanni de Cagliari
Giovanni de Cagliari (mort entre le 17 juillet et le 15 octobre 1256) (en sarde Giuanni (Chianu) Trogodori V) fut juge de Cagliari de 1254 à 1256.

## Origine
Giovanni dit Chiano (en sarde Chianni) appartient certainement à la famille des marquis de Massa qui s'était imposée à la fin du XIIe siècle sur le trône de Juge de Cagliari mais on ne connait pas avec certitude le lien de parenté précis qui le lie à cette lignée. L'hypothèse la plus probable est qu'il est le fils de Guillaume II de Cagliari, son prédécesseur comme Juge. Toutefois entre le dernier document émanent de Guillaume II et le premier de Giovanni on constate une longue période de silence des sources. Il est par ailleurs certain que sa mère dont on ignore le nom appartient à la lignée des Serra l'ancienne famille des Juges d'Arborée. On ne connait pas l'année de la naissance de Giovanni.

## Règne
On ignore également la date précise à laquelle Giovanni dit Chiano monte sur le trône sous le nom de traditionnel de « Torchitorio V » (en sarde : Giuanni (Chianu) Trogodori V). Le plus ancien document de son règne date de 1254 et cette année-là il est juge de Cagliari. 
Lorsque, vers après 1250/1254, Chiano accède au trône, comme ses prédécesseurs immédiats, il doit prêter le serment d'allégeance imposée par la république de Pise. Il y avait dans cet acte une compensation à la perte d'autorité et l'indépendance qu'il impliquait pour Chiano car Pise devait assumer l'engagement de défendre le juge contre ses ennemis. Toutefois cette protection était toute relative car elle ne s'exerçait que contre les Génois, ou d'autres éventuels ennemis extérieurs qui attenteraient à la souveraineté de Pise en Sardaigne, mais pas contre ceux qui étaient ses véritables ennemis et rivaux les Visconti, les Della Gherardesca et les Da Capraia qui cherchaient à s'empare de son Judicat. Chiano comprend vite qu'aucune aide ne viendrait de la république de Pise, dont les sujets étaient des instruments de domination sur toute l'ile. D'autres familles tentaient d'affirmer leur domination sur le Logudoro : Giovanni Visconti juge de la Gallura, Guillaume de Capraia juge d'Arborée et les Della Gherardesca, dont le pouvoir croissait depuis le mariage de Guelfo avec Elena, fille et héritière du « roi » Enzio de Sardaigne. La Commune de Pise devait nécessairement compter sur eux, ses citoyens les plus puissants et quoique dans un contexte de rivalité, c'était toujours un Visconti, un Gherardeschi ou de Capraia qui déterminait la politique de la ville en Sardaigne. Pour Chiano La situation était donc très difficile.
Après avoir affirmé sa souveraineté sur le château de Cagliari, Chiano tient à assurer sa succession et le 23 septembre 1254 il dicte un testament dans lequel il institue comme héritiers des cousins Guiglielmo et Rinaldo Cepolla. Bientôt, il se rend compte qu'il lui est impossible de soutenir la lutte seul contre Pise et qu'il n'a d'autre recours que de se tourner vers Gênes. Les contacts discrets pris avec la cité ligure n'échappent pas à la république de Pise qui finalement se prépare ouvertement à la guerre en adoptant une série de mesures visant à le château de Cagliari, qu'elle lui ordonne de se préparer à toutes les demandes de magistrats de Pise. 
En février 1256, Giovanni envoie deux de ses procureurs à Gênes pour conclure une alliance qui est signée le 20 avril et solennellement ratifiée par Chiano le 25 mai dans la cathédrale du château de Cagliari, en présence de Guiglielmo Malocello et Percivalle Doria. Le traité établit l'obligation pour les deux parties de convenir des mesures à prendre sur terre et mer contre l'ennemi commun et pour Chiano de devenir un citoyen de Gênes et par conséquent à prêter le serment d'allégeance. 
Il doit faire d'importantes concessions économique à la république de Gênes sur le droit d'exportation de sel, et livrer à son alliée le château de Cagliari, s'y réservant une maison, pour stocker des fournitures pour deux ans, il reconnaît le droit de Gênes de faire expulser du château ceux qu'elle souhaite, à l'exception de sa famille, et enfin de veiller à ce que tout le commerce maritime avec la cité ligure transite par le port de Cagliari. En contrepartie Gênes et les Génois s'engagent à défendre Chiano comme citoyen, à lui donner un palais à Gênes, à le reconnaître comme seigneur des terres qui pourraient être conquise par une action commune en Sardaigne. Le Judicat de Cagliari accorde la libre exportation des marchandises de Gênes et la dispense de certains impôts. L'accord stipule enfin que Chiano s'engage à prendre une épouse Génoise et, peu de temps après ses envoyés partent pour Gênes demander la main d'une jeune fille de la famille Malocello. 
Le château de Cagliari avait déjà été livré à Ogerio Scoto et à Giovanni Pontano envoyés par Gênes en qualité de podestat et de châtelain. Leur arrivée est suivie immédiatement par l'expulsion des pisans, non prévue dans l'accord, et des préparatifs de défense. Le comportement de Chiano. est jugé à Pise comme une trahison intolérable. La commune décide la guerre et demande la coopération de tous les potentats pisans de Sardaigne. Giovanni Visconti, juge de la Gallura (1238-1275) et Guillaume de Capraia Juge d'Arborée (1241-1264) marchent avec leurs forces sur le château de Cagliari pendant que Gherardo et Ugolin della Gherardesca arrivent de Pise avec une petite flotte de huit navires. Une escadre de vingt-quatre galères quitte Gênes afin de soutenir Chiano mais elle s'attarde à piller les côtes toscanes et à faire la chasse aux navires de Pise, pendant Chiano lui-même est vaincu par les Pisans qui lui font payer de sa vie son alliance avec Gènes. Chiano est assassiné par un sicaire à la solde de Pise dans le château de Santa Igia entre le 17 juillet et le 15 octobre 1256.

## Famille
Giovanni ne se marie pas et ne laisse pas d'enfants. Il a comme successeur son cousin Guglielmo Cepolla qui monte sur le trône de Cagliari sous le nom traditionnel de Guglielmu III Salusi VI.

## Sources
- (it) article de Evandro Putzulu Chiano dans enciclopedia italiana Treccani consulté le 8 juin 2014.
- (it) Gian Giacomo Ortu La Sardegna dei giudici Regione autonoma della Sardegna, 2005,  (ISBN 8889801026) « La distruzione di Sant'Igia » p. 176-179.
- (en) Site Medieval Lands : Judges of Cagliari (Sardinia).
- (en)[PDF] Site de I. Mladjov Medieval Sardinia (Sardegna), consulté le 10 avril 2021.